# Wypadek nurków w Pointe-à-Pierre
Wypadek nurków w Pointe-à-Pierre – wypadek nurkowy, który miał miejsce 25 lutego 2022 roku w terminalu Pointe-à-Pierre, należącym do Paria Fuel Trading Company na Trynidadzie i Tobago. Podczas prac konserwacyjnych prowadzonych w rurociągu pięciu nurków zostało wciągniętych do jego wnętrza. Jeden z nich, Christopher Boodram, zdołał wydostać się na powierzchnię i wezwać pomoc. Pozostała czwórka – Kazim Ali Jr., Yusuf Henry, Rishi Nagassar i Fyzal Kurban – zginęła.
W następstwie zdarzenia powołano publiczne śledztwo, które wykazało, że incydent był wynikiem zaniedbania ze strony Parii i jej podwykonawcy LMCS Ltd. W raporcie komisji śledczej z grudnia 2023 roku zalecono wniesienie oskarżenia o tzw. zabójstwo korporacyjne oraz wskazano szereg nieprawidłowości w procedurach bezpieczeństwa i działaniach operacyjnych firm odpowiedzialnych za prowadzenie prac .
Sprawą interesowały się media światowe (m.in. The Guardian ), a poświęcony tragedii sześcioczęściowy podcast śledczy Daily Mail Pipeline znalazł się w czołówce amerykańskiej listy Apple Podcasts i na drugim miejscu w Australii.

## Miejsce i czas zdarzenia
Incydent miał miejsce w Pointe-a-Pierre – mieście na zachodzie Trynidadu nad Zatoką Paria, gdzie zlokalizowana jest największa rafineria ropy naftowej na wyspie. Nurkowie pracowali na głębokości 18 m, przy rurze biegnącej około 400 m od brzegu do miejsca cumowania na morzu . Rurociąg służył do transportu ropy z tankowców na morzu bezpośrednio na ląd. Miał dwa ujścia – jedno na morzu, drugie na lądzie – połączone odcinkiem podwodnym .
Do zdarzenia doszło w piątek 25 lutego 2022 roku ok. godz. 15:00 .

## Nurkowie
W zdarzeniu zginęli:
- Rishi Nagassar (48 lat)
- Fyzal Kurban (57 lat)
- Kazim Ali Jr (37 lat)
- Yusuf Henry (31 lat)

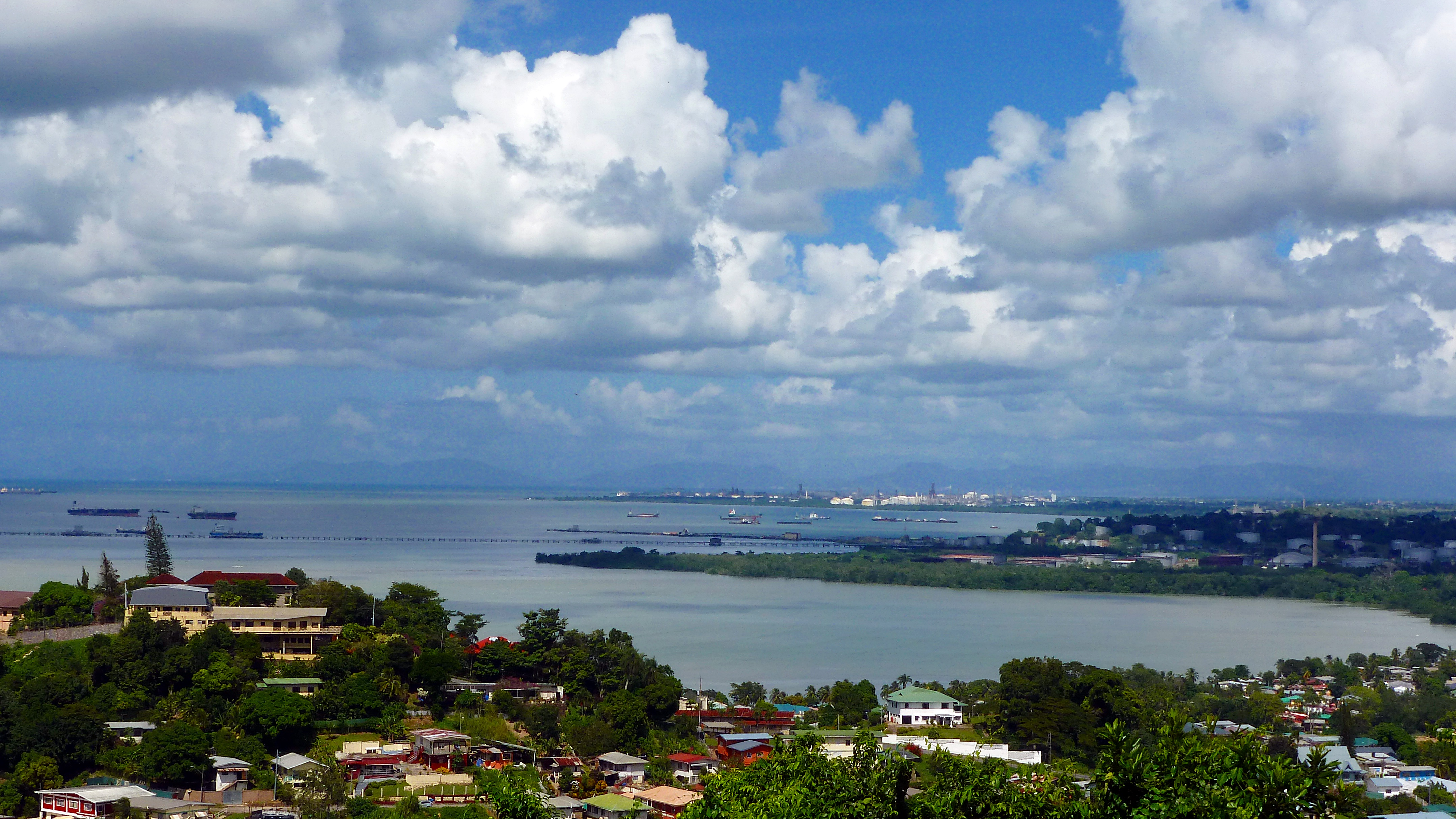
Pointe-à-Pierre

Jedynym ocalałym był Christopher Boodram, który zdołał wydostać się z rury i został uratowany przez krewnych pozostałych nurków, kierowanych przez syna Kurbana – Michaela .

## Opis zdarzenia
Pięciu nurków-spawaczy z firmy Land & Marine Contracting Services (LMCS), wykonującej na zlecenie Paria Fuel Trading rutynowe prace konserwacyjne przy podmorskim rurociągu o średnicy 90 cm i długości ok. 400 m, pracowało na głębokości 18 metrów w dzwonie nurkowym. Po usunięciu korka zabezpieczającego doszło do gwałtownego zassania powietrza z wnętrza rurociągu, co wytworzyło podciśnienie i wciągnęło wszystkich pięciu nurków do środka. Początkowo przeżyli wszyscy dzięki obecności kieszeni powietrznych .

## Akcja ratunkowa
Christopher Boodram, jedyny uratowany, został odnaleziony około 15 metrów wewnątrz rury przez Michaela Kurbana, syna jednego z zaginionych. Boodram zeznał, że widział pozostałych nurków żywych w kieszeni powietrznej, choć jeden z nich był ranny i nie mógł się poruszać. Michael Kurban, przebywający w pobliżu na łodzi, usłyszał wezwanie przez radio. Gdy na miejscu nie zastał żadnych działań ratunkowych, wezwał do pomocy członków rodziny i przyjaciela – wszyscy byli nurkami. Po wyciągnięciu Boodrama usłyszeli odgłosy z głębi rurociągu. Kurban próbował wrócić po ojca, ale ograniczyła go długość przewodu powietrznego . Później twierdził, że jemu i innym ochotnikom uniemożliwiono dalsze działania z powodu przepisów BHP, co miało skutkować utratą cennego czasu .
Paria zapewniała, że nurkowie byli monitorowani z powierzchni, a o wypadku natychmiast powiadomiono Straż Przybrzeżną i inne służby oraz przygotowano nurków ratowniczych. Rodziny zaginionych twierdziły jednak, że Paria nie wprowadziła kamer do rurociągu przez około 12 godzin od zdarzenia, a nurkowie ratowniczy odmówili wejścia do wnętrza rury przed jej opróżnieniem. Ze strony rodzin i bliskich uwięzionych nurków padały oskarżenia, że brakowało bieżącej informacji o przebiegu akcji. Istniała nadzieja, że nurkowie mogli przetrwać dzięki kieszeniom powietrznym, mimo złej jakości powietrza. Według doniesień opóźnienie akcji ratunkowej spowodowało m.in. zerwanie liny podczas instalowania pompy wodnej. Wieczorem w niedzielę 27 lutego 2022 roku przewodniczący Paria, Newman George, zapowiedział przejście do etapu wydobycia ciał, przy użyciu techniki wypierania wodą . 

## Konsekwencje

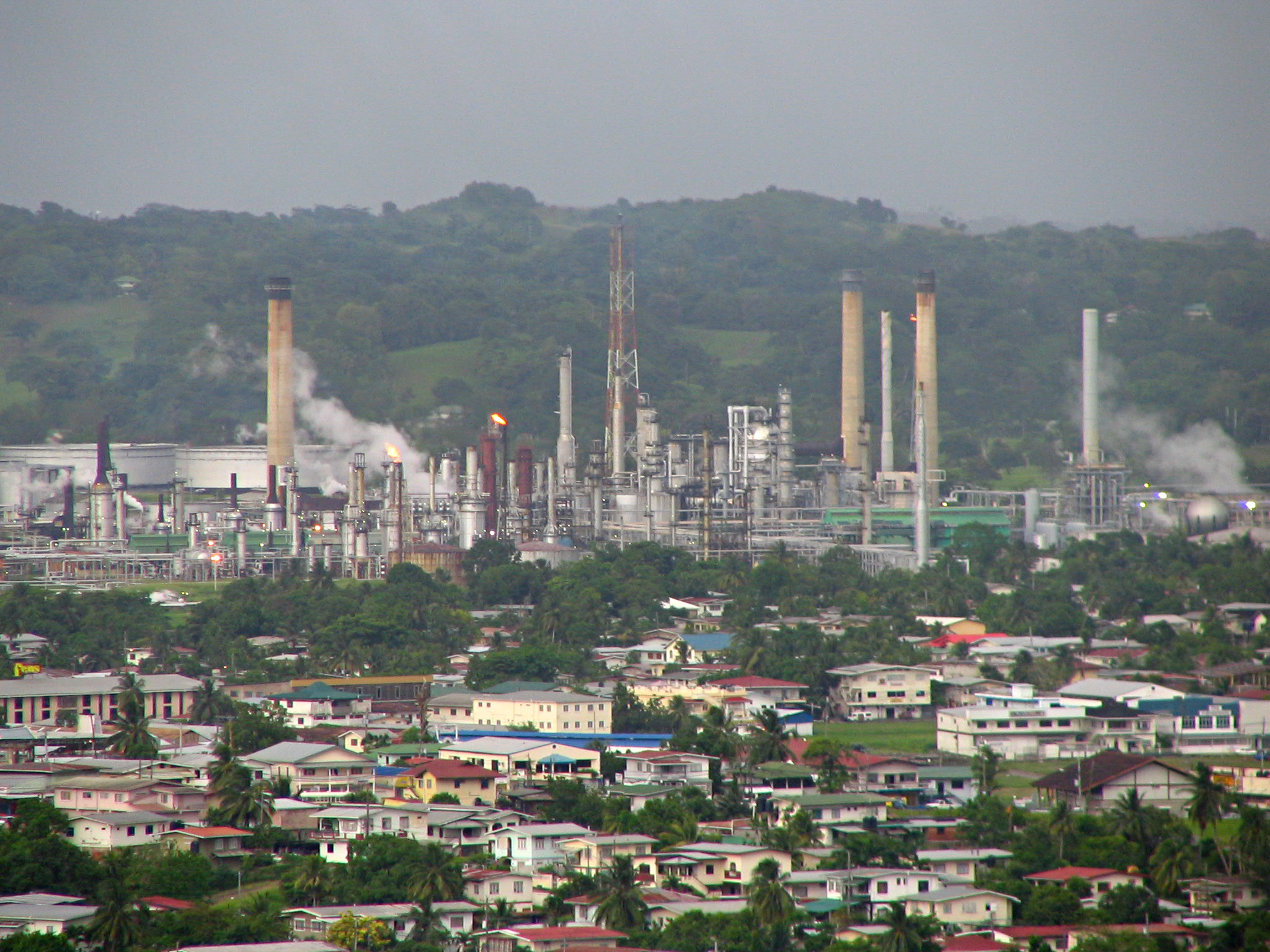
Rafineria

Paria oświadczyła przed komisją śledczą, że nie miała prawnego obowiązku ratowania pięciu nurków LMCS uwięzionych w rurociągu. Adwokat firmy, Gilbert Peterson, uzasadnił decyzje Parii brakiem wiedzy o położeniu nurków, zagrożeniem kolejnym zjawiskiem różnicy ciśnień oraz wysokim ryzykiem dla ratowników. Żadna z wezwanych służb nie zdecydowała się na wejście do rurociągu. Peterson odrzucił zarzuty o przestępstwo jako bezpodstawne i wezwał do opracowania przepisów regulujących prace nurków w zamkniętych przestrzeniach oraz stworzenia krajowego rejestru specjalistów i sprzętu ratowniczego .
Raport komisji śledczej zarzucił Parii m.in. blokowanie prób ratunkowych, marnowanie czasu na poszukiwania w otwartych wodach, opóźnienia w użyciu kamer oraz brak konsultacji z ochotnikami. Stwierdzono, że Paria „nie podjęła lub podjęła minimalne działania ratunkowe” i „zmarnowała szansę ratunku wskutek niezrozumiałej bierności”. Komisja uznała, że istnieją podstawy do indywidualnego postawienia zarzutów Colinowi Piperowi, kierownikowi terminalu Paria, oraz Kazimowi Aliemu seniorowi, dyrektorowi LMCS, za naruszenia przepisów BHP. Jednak Boodram i wdowa po Nagassarze, Vanessa Kussie, opowiedzieli się przeciwko ściganiu Ali'ego z uwagi na śmierć jego syna . Komisja stwierdziła, że zaniedbania ze strony Parii mogą zostać zakwalifikowane jako „rażące niedbalstwo, a w konsekwencji przestępstwo”. W raporcie zalecono, aby Dyrektor Prokuratury Publicznej rozważył postawienie firmie zarzutów zabójstwa korporacyjnego .
We wrześniu 2024 roku formalne oskarżenia zostały wniesione przeciwko menedżerom Paria Fuel Trading Company oraz przedstawicielom firmy Land and Marine Contracting Services Ltd., która była wykonawcą robót przy rurociągu .

## Pipeline
W czerwcu 2025 roku ukazał się podcast śledczy Daily Mail pt. Pipeline, dokumentujący tragedię nurków. Jego centralnym tematem stały się śledztwo w sprawie tragedii oraz reakcje opinii publicznej i rodzin ofiar . Dziennikarka Daily Mail, Isabelle Stanley, punktuje w podcaście zaniedbania w procedurach bezpieczeństwa, wskazuje na nieskuteczne próby ratunkowe oraz ujawnia ukryte powiązania polityczne . Relacjonuje, że według autopsji jedna z ofiar mogła żyć nawet przez 39 godzin, co dodatkowo wzmogło krytykę wobec działań odpowiedzialnych służb i operatora rurociągu . Podcast składa się z sześciu części. Po raz pierwszy udzielił w nim wywiadu międzynarodowej prasie Christopher Boodram, opowiadając w szczegółach wydarzenia w dniu tragedii .
Pipeline osiągnął pierwsze miejsce na amerykańskiej liście Apple Podcasts oraz drugą pozycję w Australii .